# Santa Clara de Juárez
Santa Clara de Juárez är en ort i kommunen Morelos i delstaten Mexiko i Mexiko. Samhället hade 4 638 invånare vid folkräkningen år 2020 och är kommunens befolkningsrikaste ort, dock inte dess administrativa center.